# Академия сорока
Академия сорока́ (итал. Accademia dei XL), официально называемая Национальная академия наук, также сорока (итал. Accademia nazionale delle scienze, detta dei XL), — итальянское научное общество. Расположена в Риме, в двух зданиях Виллы Торлония.
Была основана в Вероне в 1782 году по предложению математика Антонио Марии Лорнья для объединения разрозненных научных сообществ итальянских государств. Изначально называлась Итальянским обществом (итал. Società italiana), поскольку академиями назывались только научные общества, действовавшие в рамках одного государства. Состояла из 40 итальянских учёных (в связи с этим также называлась Обществом сорока, итал. Società dei XL) и 12 иностранцев.
Итальянское общество было поддержано режимом Наполеона. В 1797 году оно переехало в Милан, потом — в Модену, где продолжало функционировать и после Реставрации Бурбонов.
С присоединением в 1860 году Моденского герцогства к Королевству Италия общество несколько раз переезжало (в Пизу, Милан, Неаполь, Рим, снова в Пизу), пока в 1975 году окончательно не переехало в Рим.
В 1949 году сменило название на Национальная академия сорока (итал. Accademia nazionale dei XL), в 1979 году — на нынешнее название. Также в 1979 году число иностранных членов увеличилось до 25.